# Sebá (futebolista)
Sebastião de Freitas Couto Júnior, mais conhecido como Sebá (Salvador, 8 de junho de 1992), é um futebolista brasileiro que atua como atacante. Atualmente, está no GS Marko que disputa a segunda divisão grega.

## Carreira

### FC Porto
Chegou ao FC Porto na época de 2012–13 por empréstimo do Cruzeiro, juntamente com Dellatorre. Começou por jogar no FC Porto B, onde jogou pela primeira vez no dia 12 de setembro de 2012 contra o Tondela, jogo esse que terminou 2–2. Mais tarde joga a primeira partida na equipa principal a 20 de outubro do mesmo ano, contra o Santa Eulália para a Taça de Portugal. Em janeiro de 2013, foi promovido para a equipa principal.

## Títulos
Olympiakos
- Superliga Grega: 2016-17